# Trzy Kopce (Pasmo Laskowskie)
Trzy Kopce (618 m n.p.m.) – szczyt Pasma Laskowskiego, które w regionalizacji fizycznogeograficznej Polski według Jerzego Kondrackiego zaliczane jest do Beskidu Makowskiego, w nowszej regionalizacji z 2018 roku do Beskidu Żywiecko-Orawskiego, a w najszerszym rozumieniu do Beskidu Żywieckiego. Znajduje się w Paśmie Laskowskim pomiędzy Zagrodzkim Groniem i Wyczyszczonem, a poprzez Przełęcz Hucisko łączy się z Pasmem Pewelskim.
W polskich Karpatach dość często występuje nazwa Trzy Kopce. Zazwyczaj tak nazywano miejsce, w którym spotykają się trzy grzbiety górskie lub granice trzech miejscowości. Dawniej oznaczano je kamiennymi kopcami. Grzbietem Trzech Kopców biegnie granica między wsiami Hucisko i Lachowice w województwie małopolskim, ale dolna część należy do wsi Kurów (wszystkie w województwie małopolskim, w powiecie suskim, w gminie Stryszawa).
Północne, łagodne stoki Trzech Kopców są bezleśne, z polami uprawnymi i zabudowaniami wsi Hucisko, Kurów i Lachowice, stoki południowe są całkowicie porośnięte lasem. Grzbietem biegnie szlak turystyczny.
 odcinek: Przełęcz Hucisko – Trzy Kopce – Lachowice (PKS Karczówka).